# Mary Joy Tabal
Mary Joy Tabal est une marathonienne philippine. Elle est la première philippine à se qualifier aux Jeux olympiques dans cette discipline, en 2016.

## Biographie
Mary Joy Tabal est née le 13 juillet 1989 à Cebu City, Philippines. Elle établit son record personnel en 2 h 43 min 31 s à Ottawa en 2016 et se qualifie pour les Jeux olympiques d'été de 2016 à Rio de Janeiro où elle termine à la 124e place en 3 h 02 min 27 s.  
L'année suivante elle entre en conflit avec l'Association Philippine d'Athlétisme (Philippine Athletics Track and Field Association - PATAFA) au sujet des séances d’entrainement et en est exclue. Elle est finalement réintégrée et remporte le marathon des Jeux d'Asie du Sud-Est de 2017 en 2 h 48 min 26 s.
Elle s'engage dans la Garde côtière philippine auxiliaire en décembre 2020 avec un grade de lieutenant commander.